# Li Jinzhong
Li Jinzhong (chiń. 李盡忠; zm. 696), przyjął tytuł Wushang Kehan (無上可汗, "najwyższy kagan") – chan Kitanów.
Był gubernatorem generalnym Songmo (松漠), wasalnego wobec Chin państewka kitańskiego na pograniczu dzisiejszych Hebei i Mongolii Wewnętrznej. W 696 roku, wraz z Sun Wanrongiem, wystąpił przeciwko chińskiej dominacji. Powstanie spowodowane było złym traktowaniem Kitanów przez chińskich zwierzchników i brakiem pomocy w czasie klęski głodu, która miała miejsce nieco wcześniej. Dwór tangowski zareagował sprawnie, wysyłając przeciw Kitanom znaczne siły, ale te zostały całkowicie zniszczone. Cesarzowa Wu Zetian wydała amnestię dla skazańców chcących się zaciągnąć do wojska, gromadząc w ten sposób nową armię. Złożyła też obietnice Kapaganowi, chanowi Turkutów, który uderzył na tereny kitańskie. Po śmierci Li Jinzhonga, Kapagan kontynuował ofensywę na rdzenne ziemie kitańskie, a armia kitańska przesunęła się na południe, do Hebei, gdzie z braku poparcia lokalnej ludności powstanie załamało się. Efektem rebelii Li Jinzhonga były wielkie zniszczenia w Hebei i wzrost roli Turkutów.